# 夢魔 (アルバム)
| 専門評論家によるレビュー | 専門評論家によるレビュー |
| レビュー・スコア         | レビュー・スコア         |
| 出典                     | 評価                     |
| ------------------------ | ------------------------ |
| Allmusic                 | [ 1 ]                    |

『夢魔』（Voyeur、直訳は、「窃視症の人、性的な面でのぞき趣味の人」）は、アメリカ人サックス奏者デイヴィッド・サンボーンのスタジオ・アルバム。ワーナー・ブラザース・レコードから1981年に発表された。

## 評価
オールミュージックは、このアルバムに4つ星を与えている。スコット・ヤナウは、レビューで、「この1980年の録音は、デイヴィッド・サンボーンの音楽の非常に素晴らしい一例を表している」と述べている。強い影響力を持ったアルト・サックス奏者が、スタジオ・ミュージシャンのベテラン達（ギタリストのハイラム・ブロック、ドラマーのスティーヴ・ガッドを含む）と組んでおり、ベース奏者で作曲家でもあるマーカス・ミラーが、ファンキーなリズムと色彩感にあふれた背景を作り出す際の鍵となっている。
このアルバムは、1982年に、「オール・アイ・ニード・イズ・ユー」が評価され、「ベストR&B器楽演奏部門」でグラミー賞を受賞している。これは、サックス奏者が今日に至るまでに受賞している7回のグラミー賞の中で、初めてのものである。

## 収録曲
1. 夢魔へ - "Let's Just Say Goodbye" (David Sanborn) – 4:35
2. あなたのシルエット - "It's You" (Sanborn) – 5:11
3. ウェイク・ミー - "Wake Me When It's Over" (Sanborn, Marcus Miller) – 4:35
4. ワン・イン・ア・ミリオン - "One in a Million" (Sanborn) – 3:40
5. ラン・フォー・カヴァー - "Run for Cover" (Miller) – 3:13
6. オール・アイ・ニード・イズ・ユー - "All I Need is You" (Miller) – 5:43
7. 愛をこめて - "Just for You" (Miller) – 1:38

- 1981年にニュー・ヨーク州、ホワイト・プレインズ、マイノット・サウンド・スタジオにて録音

## パーソネル
- デイヴィッド・サンボーン (David Sanborn) - アルト・サックス、ソプラノ・サックス
- マーカス・ミラー (Marcus Miller) - ベース、モーグ・ベース、ギター、フェンダー・ローズ・ピアノ
- ハイラム・ブロック (Hiram Bullock) - エレクトリック・ギター
- スティーヴ・ガッド (Steve Gadd) - ドラムズ
- レニー・カストロ (Lenny Castro) - パーカッション
- バジー・フェイトン (Buzzy Feiten) - エレクトリック・ギター、アコースティック・ギター
- バディ・ウィリアムズ (Buddy Williams) - ドラムズ
- トム・スコット (Tom Scott) - フルート、テナー・サックス
- マイケル・コリーナ (Michael Colina) - OBXシンセサイザー